# Bubacia
Bubacia är ett släkte av svampar. Bubacia ingår i ordningen Thelephorales, klassen Agaricomycetes, divisionen basidiesvampar och riket svampar.
|         | Bankeraceae                              |
|         |                                          |
|         | Thelephoraceae                           |
|         |                                          |
| Bubacia | \| \| Bubacia hypochniformis \| \| \| \| |
|         | \| \| Bubacia hypochniformis \| \| \| \| |
|         | Thelephorella                            |
|         |                                          |
|         | Bubacia hypochniformis                   |
|         |                                          |

|  | Bubacia hypochniformis |
|  |                        |